# Leichter Ladungsträger Goliath

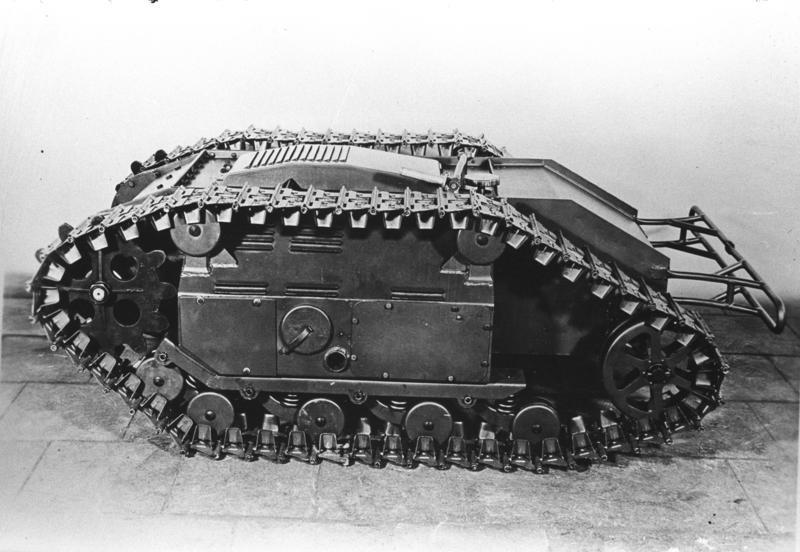
Sprengpanzer Goliath

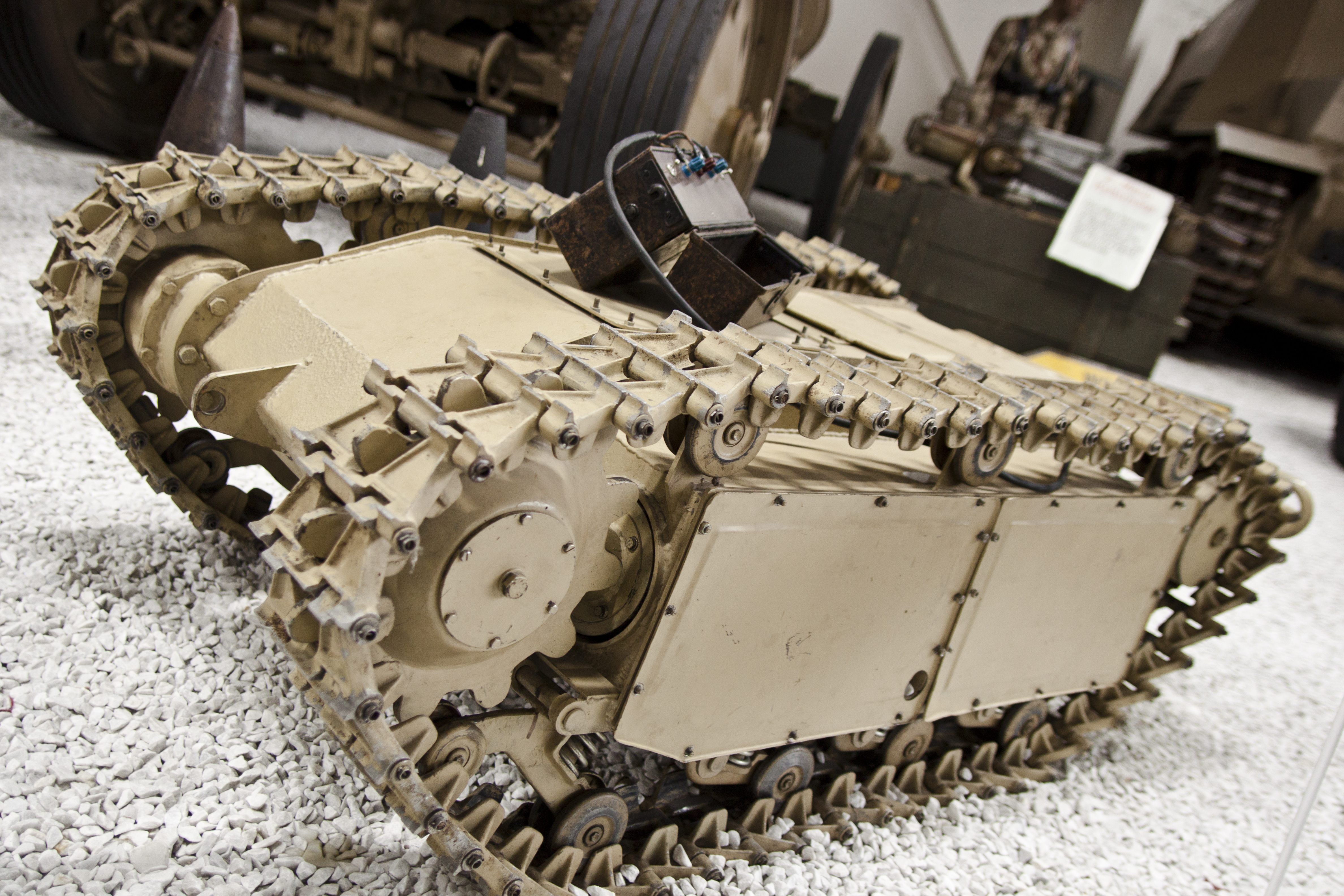
Exemplar im Technik-Museum Sinsheim

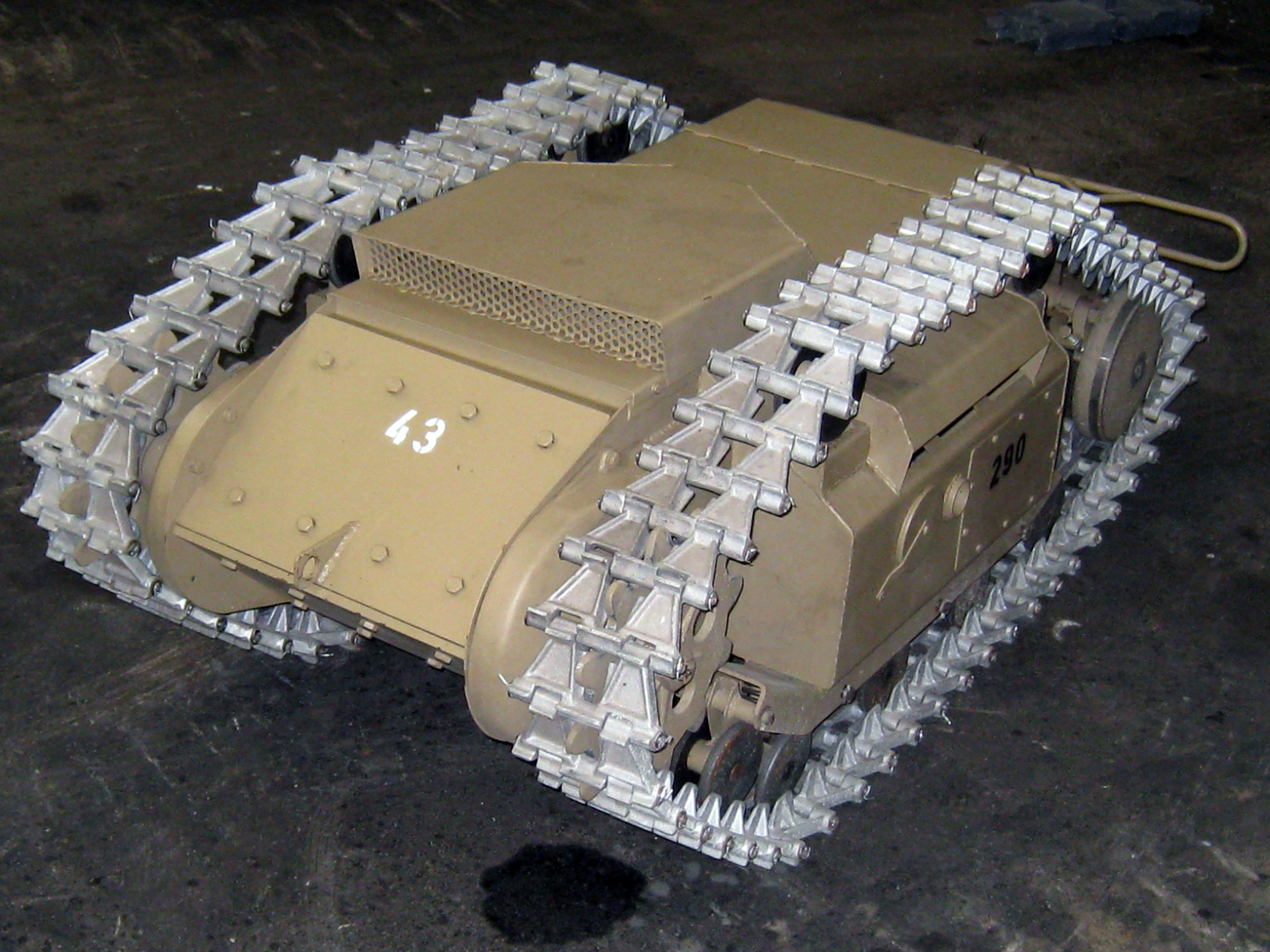
Exemplar im Schweizerischen Militärmuseum Full

Der Leichte Ladungsträger (Sd.Kfz. 302 bzw. 303) Goliath ist ein deutsches gepanzertes Pioniergerät, das in den letzten Jahren des Zweiten Weltkriegs durch Kabelsteuerung Sprengladungen in gegnerische Stellungen lenken konnte. Die gelegentlich verwendete Bezeichnung Kleinstpanzer ist irreführend, da das Gerät nicht über eine Besatzung verfügte.

## Hintergrund
Grundidee der Ladungsträger ist es, ein Wirkmittel wie Bomben oder Brandsätze möglichst nahe an den Gegner zu bringen, um dort Schäden zu verursachen. Kriegsmaschinen, Brandsätze, Rollbomben und Torpedos erreichen dies auf unterschiedliche Art, und Mineure haben schon in den Türkenkriegen mit Sprengladungen die Stadtmauern von Wien angegriffen. 1878 patentierte der Engländer Louis Brennan die erste brauchbare Erfindung zur Fernsteuerung von Torpedos mit Zugdrähten. Nikola Tesla erfand 1899 eine Funkfernsteuerung für Automobile und Halbtaucher.
1903 meldete der Franzose Gustave Gabet eine Erfindung zum Patent an, die er „Vorrichtung zum Fernantrieb mittels elektrischer Wellen“ nannte und die für die Steuerung und Explosionsauslösung von Fernwaffen vorgesehen war.
Im Ersten Weltkrieg wurden um 1915 die ersten „Land-Torpedos“ entwickelt. Frederick Richard Simms hatte sich ab 1899 mit leichten Panzerfahrzeugen beschäftigt und meldete 1915 sein „Demolition Vehicle“, einer der frühesten Ladungsträger im 20. Jahrhundert, zum Patent an (britische Patent-Nummer 7222). Es wurde nie gebaut; spätere Ladungsträger hatten ebenfalls Gleisketten, Motorantrieb und elektrische Fernsteuerung.
Die Pattsituation im Ersten Weltkrieg (Stellungskrieg) führte auf der französischen Seite bereits 1915 zur Entwicklung von „Land-Torpedos“. Das erste bekannte Modell war der „Aubriot-Gabet Torpille Electrique“, das über Kabel ausschließlich vorwärts und rückwärts gesteuert werden konnte. Die Sprengladung war mit weniger als 100 kg vergleichbar mit den späteren leichten Ladungsträgern. Seine Geländegängigkeit war beschränkt und seine Unfähigkeit Kurven zu fahren sehr hinderlich.
Ein weiteres Gerät dieser Art war der Schneider Crocodile, der ebenfalls ab 1915 erprobt wurde und eine etwas geringere Ladung als das Gerät von Aubriot-Gabet bewegen konnte. Auch dieses Gerät erlangte über seine Einsätze im Ersten Weltkrieg hinaus wenig allgemeine Bekanntheit.
Vor dem Beginn des Zweiten Weltkrieges wurden die alten Ideen wieder aufgegriffen und mit dem Véhicule Pommellet verfügten die französischen Streitkräfte über einen Vorläufer des späteren schweren Ladungsträger Borgward B IV. Doch auch an einem leichten Ladungsträger hatten französische Ingenieure bei Beginn des Krieges gearbeitet. Insbesondere Adolphe Kégresse, der bekannte Entwickler von Halbkettenfahrzeugen, hatte an einem kleineren Sprengpanzer gearbeitet.
Nach dem Sieg der Wehrmacht im Westen fielen viele Prototypen, Vorserienfahrzeuge und Konzepte in die Hände der deutschen Wehrmacht. In der Literatur wird beschrieben, dass die Wehrmacht eines der Véhicule Pommellet aus der Seine geborgen und als Vorlage für die Entwicklung des Borgward B IV genommen habe. Dieses verhältnismäßig schwere Fahrzeug wurde über einen längeren Zeitraum erprobt.
Der schwere Ladungsleger „Borgward B IV“ (Sd.Kfz. 301) war ein vollwertiges Fahrzeug, das auf dem Marsch von einem Fahrer gelenkt und erst kurz vor dem Ziel per Funk ferngesteuert wurde. Mit diesem konnte eine Sprengladung von bis zu 500 Kilogramm über eine Vorrichtung im Ziel abgeladen werden, wonach der Ladungsträger wieder verwendet werden konnte. Der Verwendungszweck war, Bunker, Brücken, feindliche Stellungen oder sogar Panzer aus sicherer Entfernung sprengen zu können. Die leichten Ladungsträger konnten die Sprengladung nicht absetzen, sondern wurden zusammen mit ihr gesprengt ('Kamikaze').

## Entwicklung
Seit 1937 war das Unternehmen Borgward im Auftrag des Heereswaffenamtes an der Entwicklung von ferngesteuerten Geräten beteiligt. Mit den Minenräumwagen B I und B II (Sd.Kfz. 300) waren 1940 noch vor Beginn des Westfeldzuges zwei Fahrzeuge konzipiert und bestellt worden. Ein weiterer Typ Borgward B III scheint in Planung gewesen zu sein, doch ist wenig über dieses Fahrzeug bekannt geworden. In jedem Fall wurde analog zum französischen Vorbild bei Borgward zeitnah der erste schwere Ladungsleger Borgward B IV entwickelt.
Letztlich entschied man sich bei der Wehrmacht dafür, auch noch einen Leichten Ladungsträger analog zum französischen Kégresse-Gerät zu entwickeln.

### Leichter Ladungsträger (Sd.Kfz. 302)

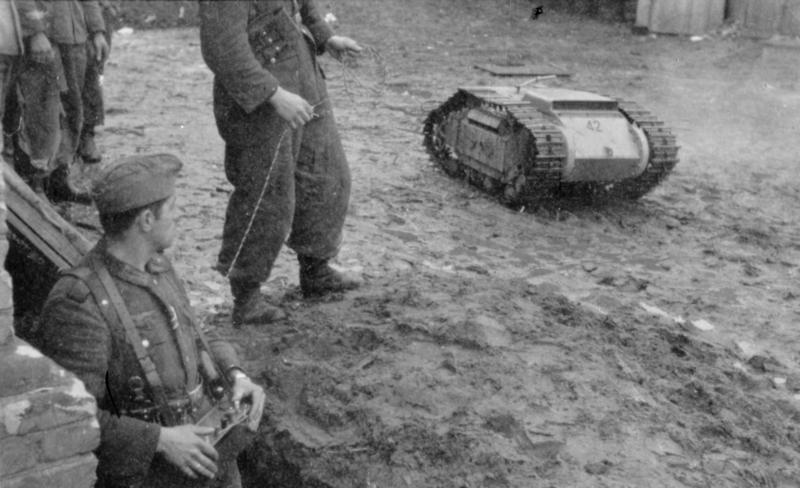
Steuerung eines Goliaths

Der Sd.Kfz. 302 wurde rein elektrisch angetrieben von zwei Bosch-Elektromotoren mit je einer Leistung von 2,5 kW bei 24 V. Diese Motoren stammten aus der Luftfahrt (FL-Nummer) und waren extrem teuer. Als Stromquelle dienten zwei in Reihe geschaltete 12-V-LKW-Batterien. Die Batteriekapazität ermöglichte nur eine verhältnismäßig geringe Einsatzreichweite von 1.500 m, die im Gelände und bei Kälte auf nur noch 800 m sinken konnte, zumal es in Feindnähe kaum Möglichkeiten gab, die Batterien nachzuladen. Die Motoren konnten nicht ausgekuppelt werden, daher konnte der Sd.Kfz. 302 nicht geschoben oder gezogen werden. Zum Transport gab es einen speziellen zweirädrigen Karren mit Speichenrädern, um das Gerät im Mannschaftszug möglichst nah an den Einsatzort zu bringen. Dieser Karren war nicht für den Kraftzug geeignet oder vorgesehen. Für längere Transporte musste das Gerät auf einen LKW verladen werden.
Ein Problem bereiteten bereits kleinere Gräben, da die Überschreitfähigkeit bei nur 60 cm lag. Auch die geringe Panzerung von 5 mm Stärke reichte bei Beschuss kaum aus, um das Fahrzeug nicht vorzeitig ausfallen zu lassen. Die Möglichkeit, das Gerät sowohl vorwärts als auch rückwärts fahren zu lassen, erwies sich nicht als Vorteil.
Die Steuerung erfolgte drahtgebunden über ein dreiadriges Kabel. Dieses war auf einer Kabeltrommel im hinteren Teil des Geräts aufgerollt. Am anderen Ende wurde ein Steuerungsgerät („Befehlsgeber“) angeklemmt. Die Mannschaft, mit der das Gerät zum Einsatz gebracht wurde, bestand aus zwei Mann, von denen einer den mit neun 4,5-V-Flachbatterien bestückten Befehlsgeber (meist ein rechteckiger Bakelit-Kasten mit Deckel wie ein Feldtelefon) umgehängt hatte.

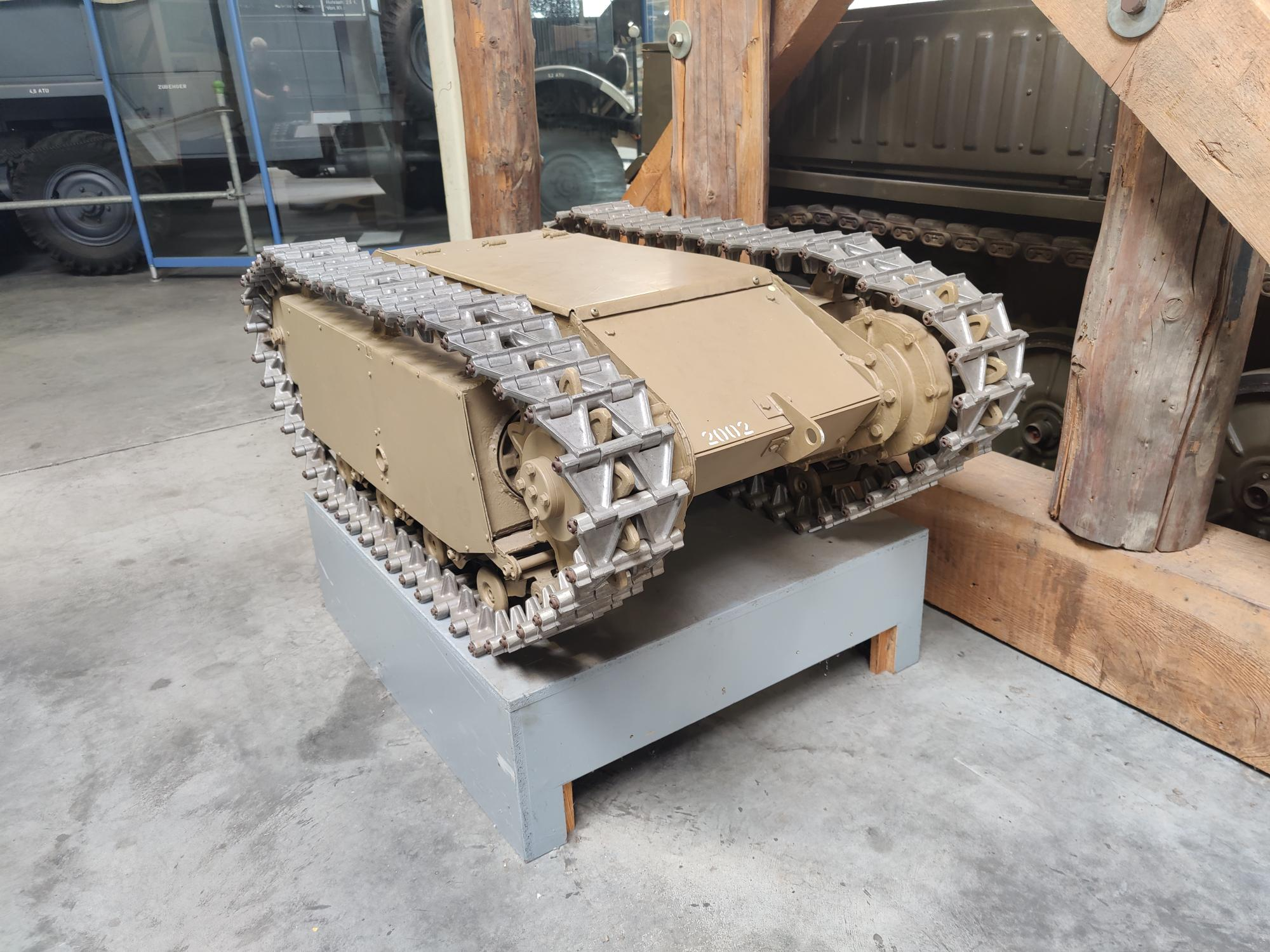
Ladungsträger Goliath in WTS-Koblenz
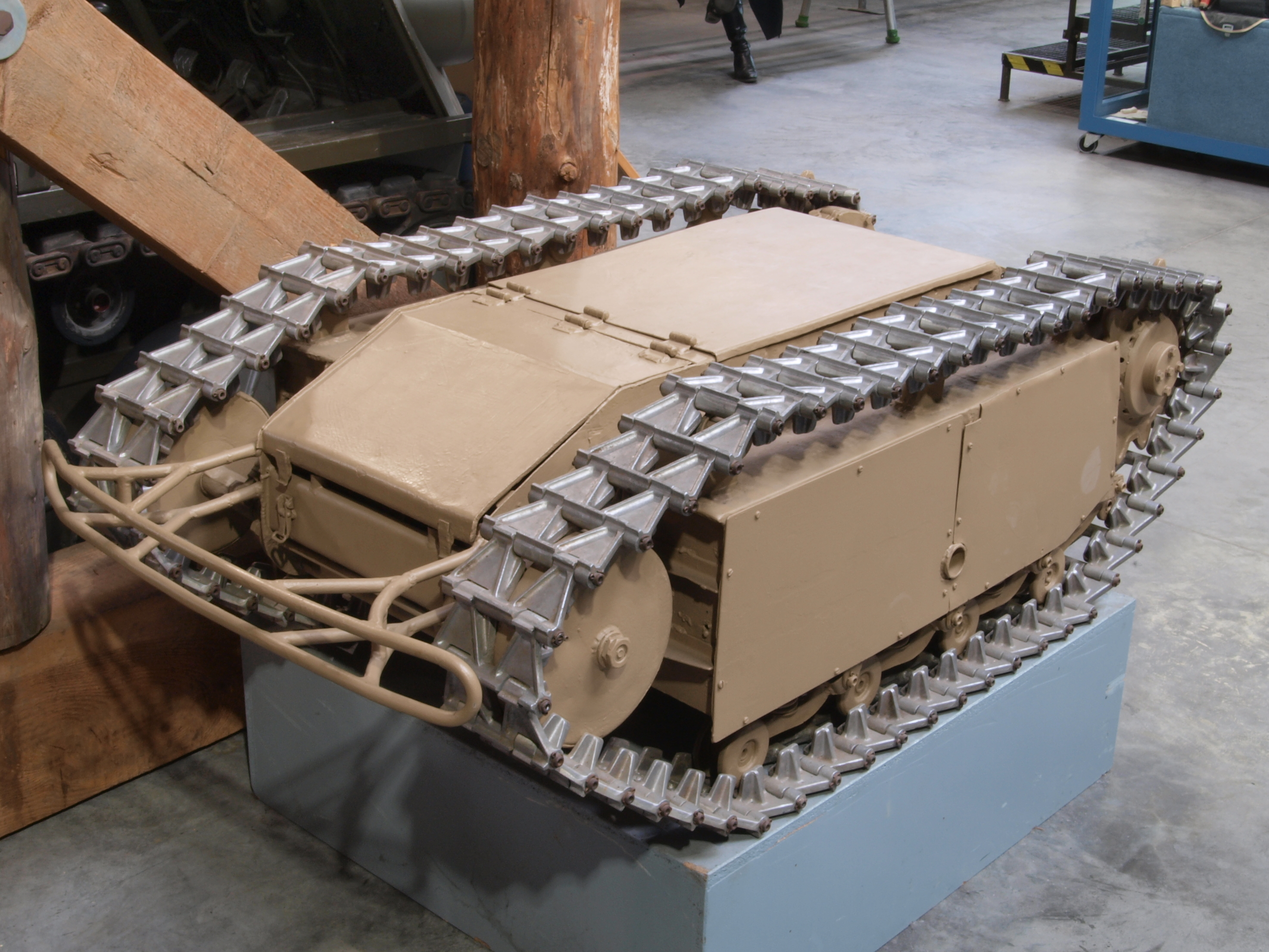
Ladungsträger Goliath in WTS-Koblenz
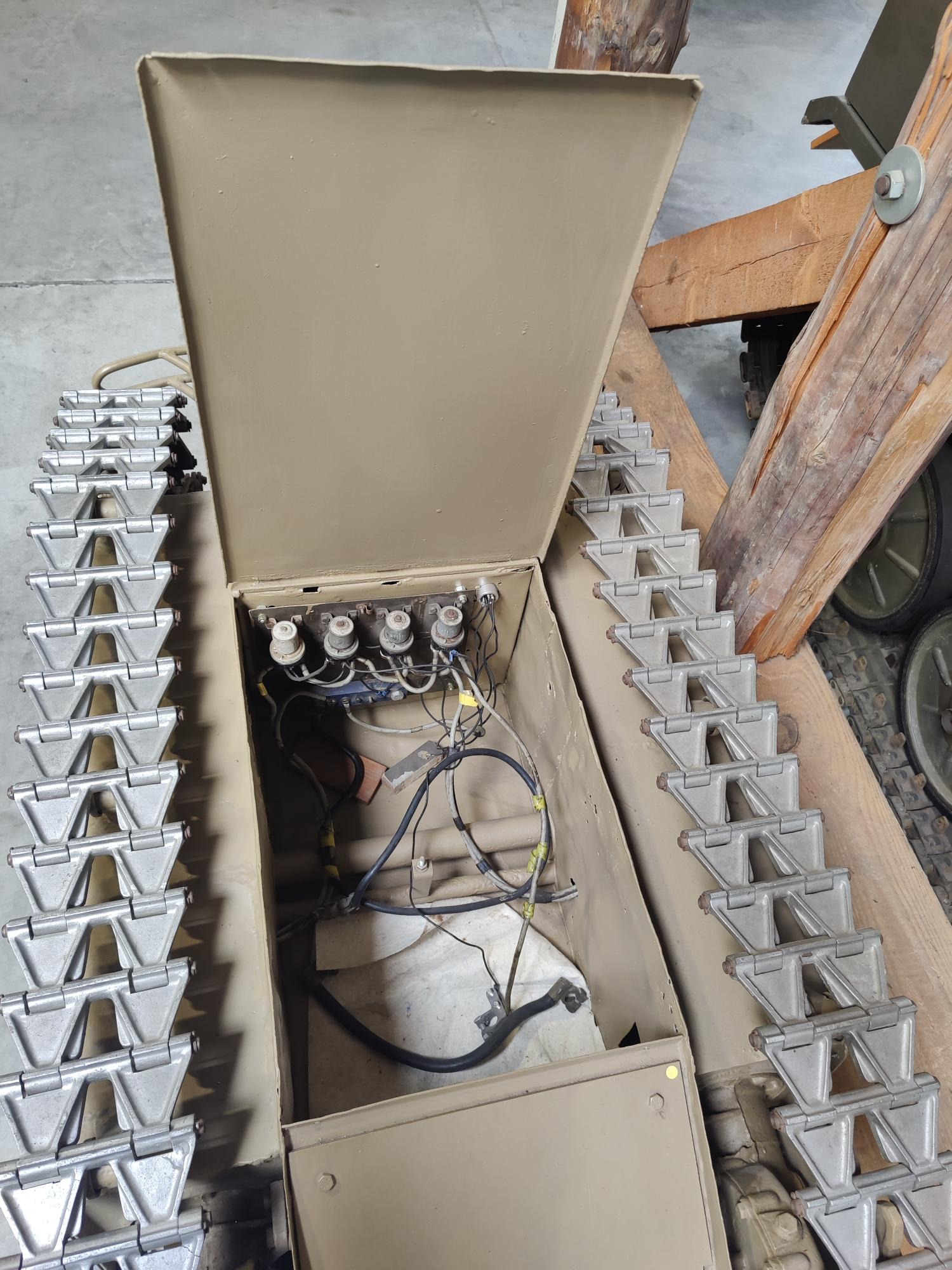
Goliath in WTS-Koblenz
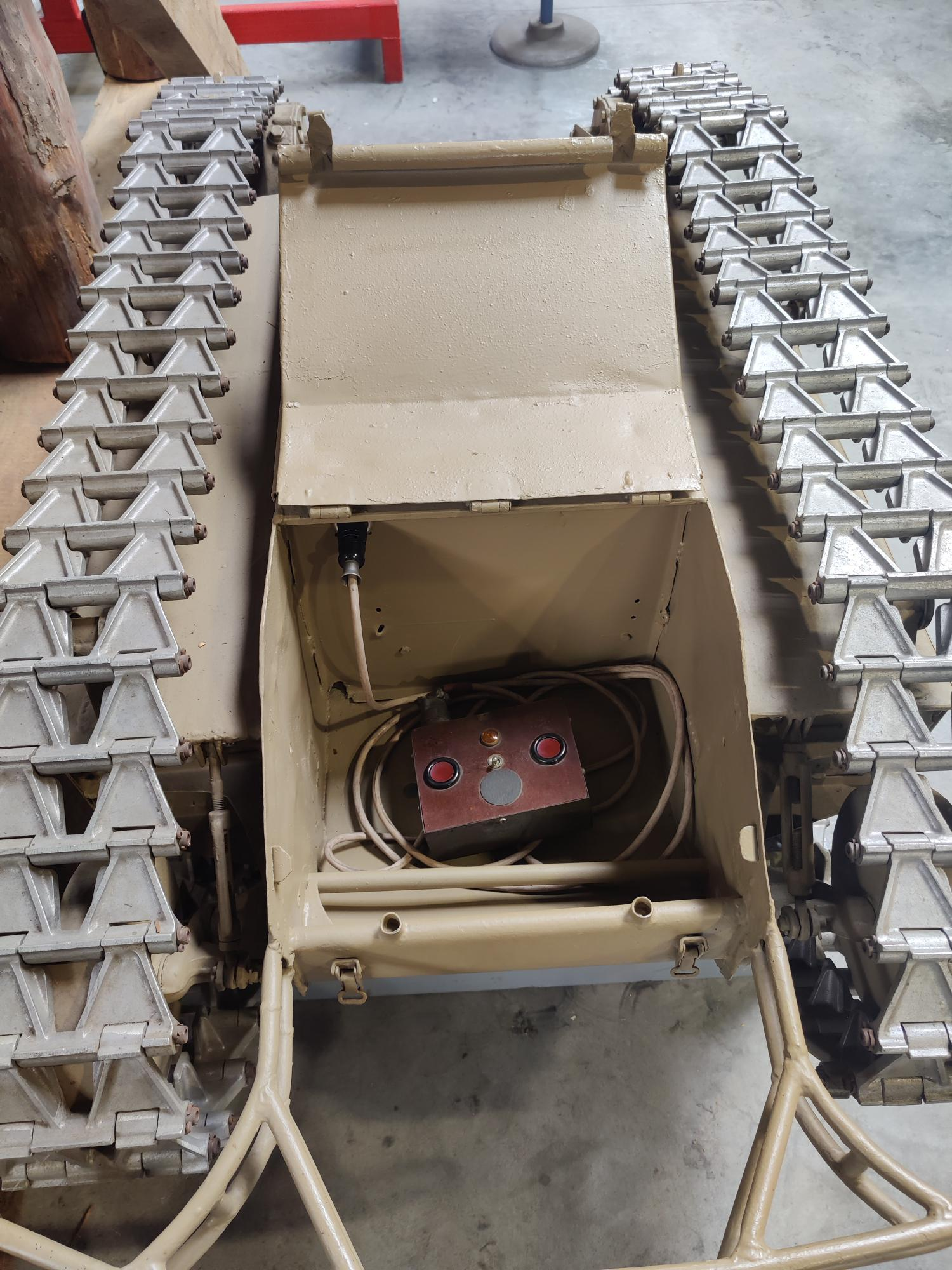
Goliath in WTS-Koblenz
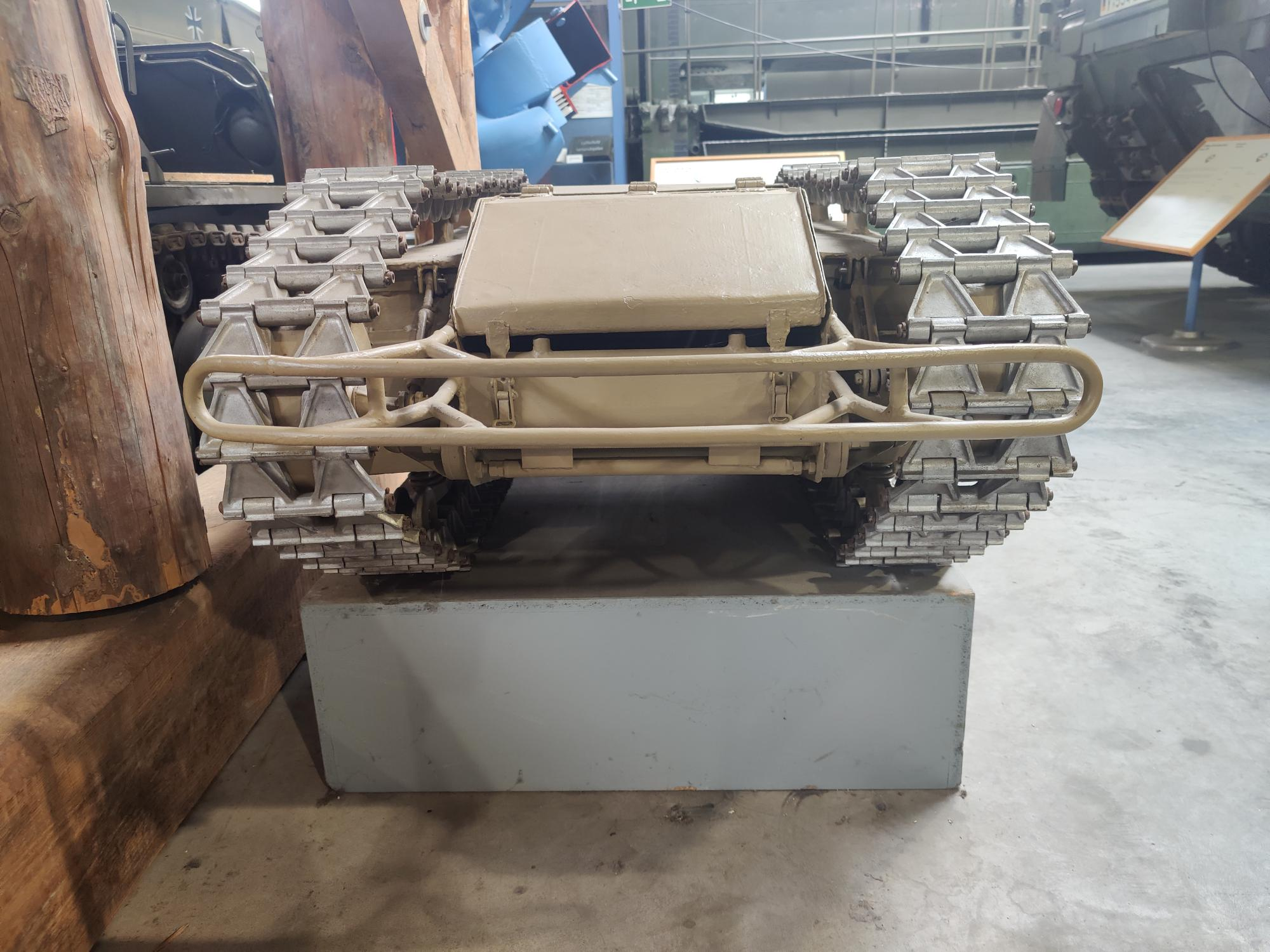
Goliath in WTS-Koblenz

### Leichter Ladungsträger (Sd.Kfz. 303a)
Der Typ Sd.Kfz. 302 wurde, nachdem man die Probleme dieses Typs erkannt hatte, durch den verbesserten Typ Sd.Kfz. 303 ersetzt.  Der wichtigste Änderungspunkt war die Umstellung des Antriebs auf einen 2-Zylinder-Zweitakt-Benzinmotor (Daten siehe Tabelle unten), welchen Zündapp speziell für diesen Anwendungsfall konstruiert und entwickelt hatte. Durch den Benzinmotor wurde der Fahrbereich auf 12 km vergrößert und die Fahrgeschwindigkeit erhöht. Es konnten zwei Geschwindigkeiten eingestellt werden. Dies geschah jedoch nicht durch ein Schaltgetriebe, sondern einfach durch eine Änderung des Motordrehzahl durch eine andere Gashebeleinstellung. Weiterhin konnte der Antrieb jetzt ausgekuppelt werden und das Gerät so geschoben und gezogen werden. Dies erleichterte die Handhabung durch die Truppe erheblich.  Äußerlich nahezu identisch mit dem Vorgänger ist der 303 durch eine charakteristische Haube oben für die Luftzufuhr für den Motor zu erkennen, wodurch das Gerät 4 cm höher wurde. Die Sprengladung wurde von 60 auf 75 kg erhöht. Damit dies möglich wurde, verlängerte man die Wanne um 10 cm. Die größere Länge steigerte die Grabenüberschreitfähigkeit auf 85 cm. Eine Verdoppelung der Frontpanzerung auf 10 mm führte dazu, dass mehr Geräte ihr Ziel erreichten. Alles in allem war die Konstruktion mit dem Benzinmotor einfacher und günstiger geworden. Der benzinbetriebene Sd.Kfz. 303 kostete nur etwas mehr als ein Drittel des elektrisch betriebenen Sd.Kfz. 302. Die Steuerung (Befehlsgeber) wurde beibehalten, allerdings war eine Rückwärtsfahrt nicht mehr möglich.

### Leichter Ladungsträger (Sd.Kfz. 303b)
Einsätze des Sd.Kfz. 303a zeigten, dass nicht in allen Fällen das Einsatzziel erreicht werden konnte, da die Explosionswirkung nicht ausreichend war. So wurde die Fertigung des Geräts für eine Bestückung mit einer 100-kg-Ladung angepasst. Wiederum waren Änderungen in den Abmessungen, in der Länge (plus 9 cm) und diesmal auch in der Breite (plus 6 cm) erforderlich. Die neuen Geräte wurden einfach anstelle des bisher gefertigten Geräts ausgeliefert.

## Produktion
Die Fertigung des Modell Sd.Kfz. 302 bei Borgward und Zündapp wurde zum Jahresende 1943 eingestellt. Bis dahin waren ca. 2.650 Geräte produziert worden. Vom Typ Sd.Kfz. 303 wurden 5.079 Stück produziert. Der Stückpreis für den Typ 302 mit E-Motor betrug 3000 Reichsmark, für die Verbrennungsmotormodelle rund 1000 Reichsmark. Der Grund für den extrem hohen Preis des elektrischen 302 lag an den Bosch-Antriebsmotoren, welche aus der Luftfahrt stammten und eine FL-Nummer hatten.

## Einsatz

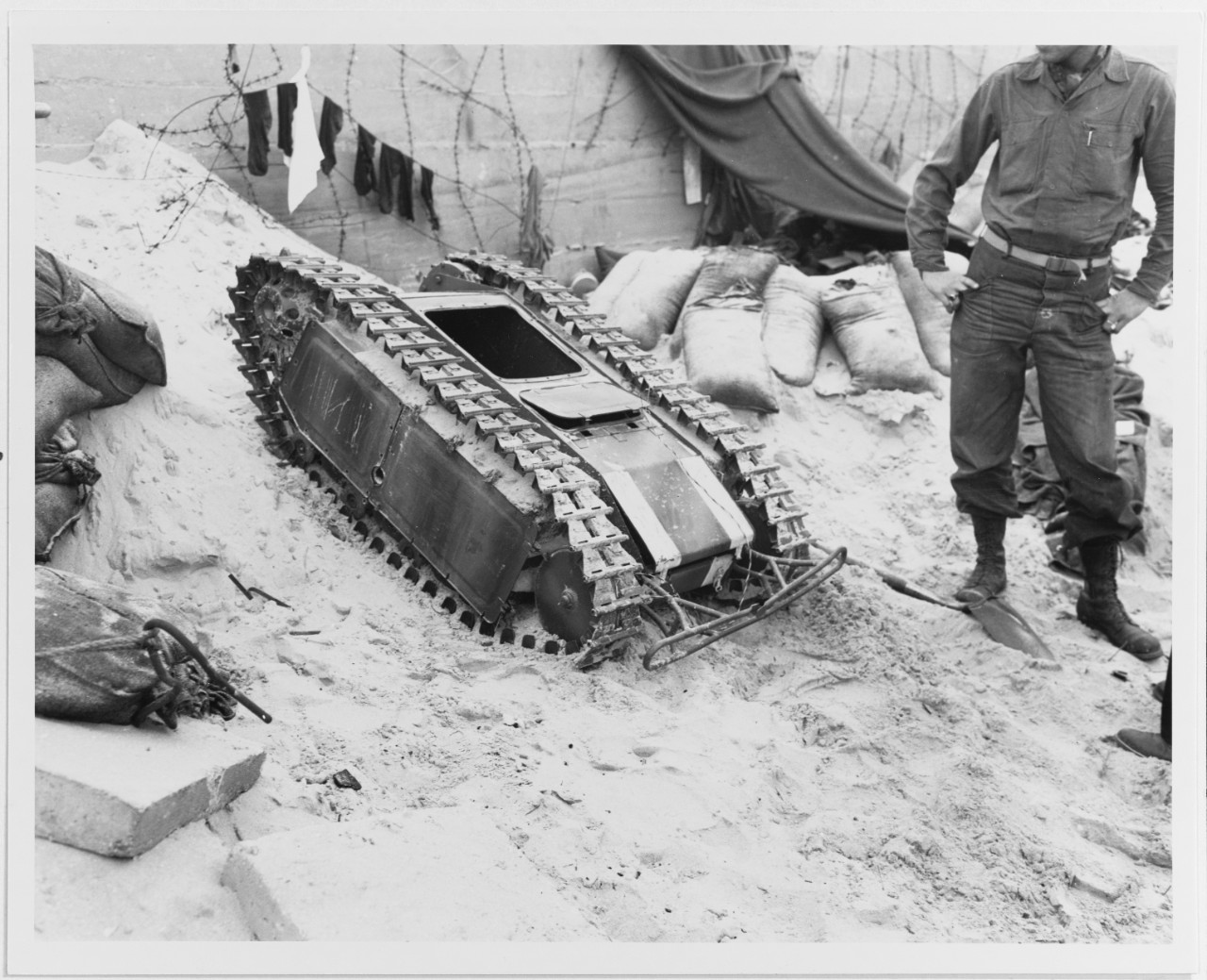
Elektrischer Sd.Kfz. 302 am Strand der Normandie, Juni 1944

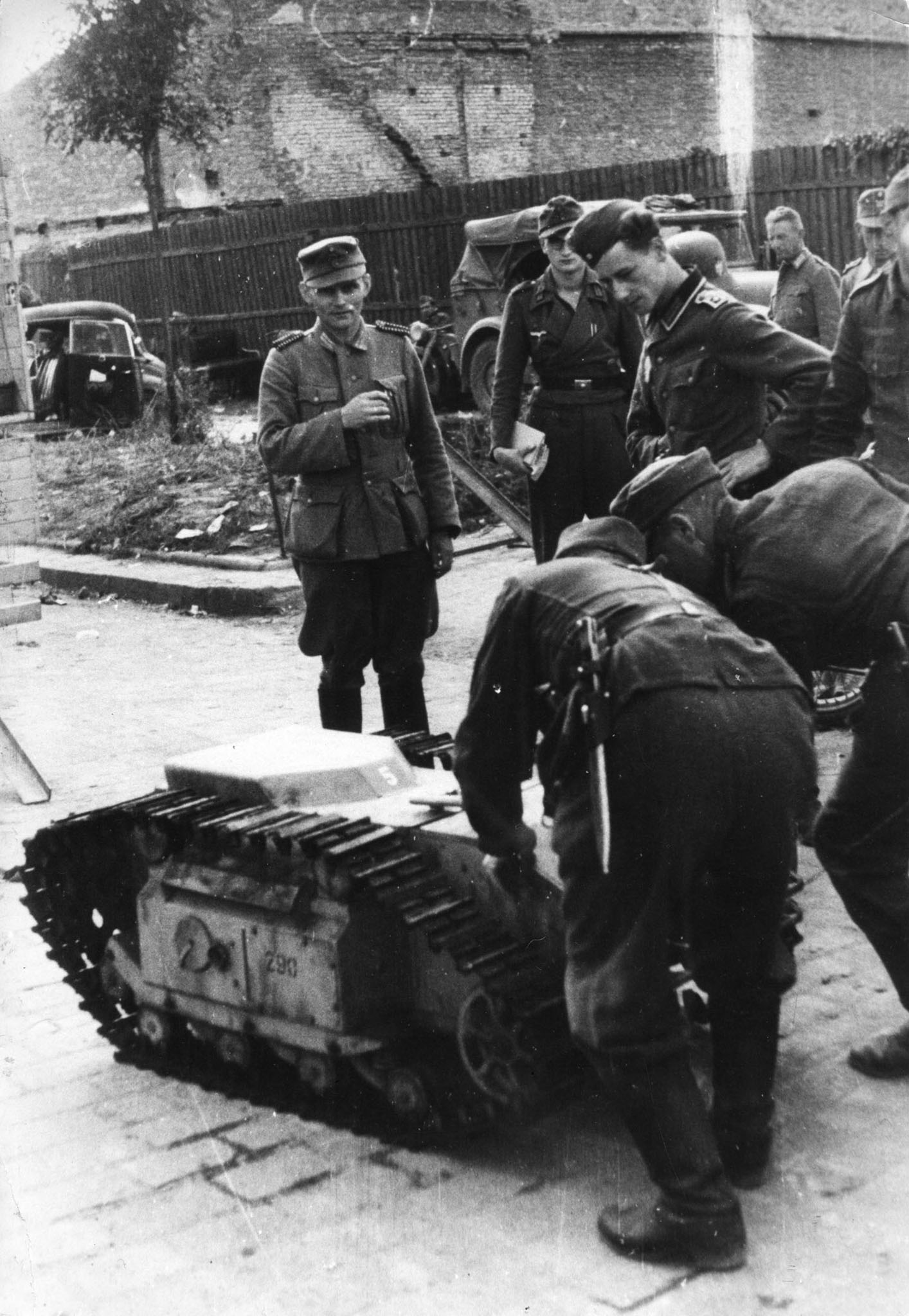
Goliath (Sd.Kfz. 303) während des Warschauer Aufstands, August 1944

Die Leichten Ladungsträger wurden von der deutschen Wehrmacht erstmals im April 1942 in der Elektroausführung und dann ab April 1943 auch in der Ausführung mit Verbrennungsmotor eingesetzt, unter anderem auch im Februar 1944 in Italien.
Die NS-Propaganda präsentierte der deutschen Öffentlichkeit den nun Goliath genannten Ladungsträger ab Ende März 1944 in Presse und Wochenschau als eine „neuartige Waffe gegen Panzer und Bunker“. Tatsächlich wurde der Goliath von den deutschen Truppen aber ungern eingesetzt, da die Bedienung kompliziert war und es häufig zu eigenen Verlusten durch Fehlfunktionen und Bedienungsfehlern kam. Zudem konnte die Sprengladung leicht durch gegnerischen Beschuss ausgelöst werden. Aus diesen Gründen waren am 1. März 1945 von 7569 Geräten noch 6324 im Lagerbestand vorhanden.
Bei der alliierten Landung in der Normandie trafen die meisten Truppen der Westalliierten erstmals auf die Ladungsträger, die auch bei den deutschen Verbänden zur Sicherung der Kanalküste zur Verfügung standen. Informationen über erfolgreiche Einsätze gegen die Landungstruppen sind nicht bekannt. Berichtet wird in der Literatur jedoch über schwere Unfälle, die durch den unvorsichtigen Umgang einiger alliierter Soldaten mit den von ihnen erstmals vorgefundenen „Mini-Panzern“ zustande kamen. Die Gefahr der großen Sprengwirkung wurde hierbei unterschätzt.
Bei den Kämpfen im Raum Anzio konnte die Wehrmacht das Gerät während der Invasion gegen die anrückenden Alliierten militärisch erfolgreich einsetzen.
Bekannt geworden sind die Einsätze der Leichten Ladungsträger bei der Niederschlagung des Warschauer Aufstandes 1944 und in der Schlacht um Breslau.

## Museale Rezeption
In folgenden Museen sind Goliaths ausgestellt:
- Wehrtechnische Studiensammlung Koblenz
- Museum für Militär- und Zeitgeschichte Stammheim am Main
- Militärhistorisches Museum der Bundeswehr, Dresden
- Militärgeschichtliche Sammlung, Stetten am kalten Markt
- Heeresgeschichtliches Museum, Wien (dieses Exemplar wurde während des Warschauer Aufstandes 1944 eingesetzt)[10]
- Deutsches Panzermuseum, Munster
- Auto- und Technikmuseum, Sinsheim
- Bayerisches Armeemuseum, Ingolstadt (im Reduit Tilly)
- Panzermuseum Bovington, Dorset
- Musée des Blindés, Saumur
- Musée de l’Armée, Paris
- Muzeum Militariów – Arsenał Miejski, Wrocław
- Muzeum Wojska Polskiego, Warszawa
- Muzeum Dopravy, Bratislava
- Königliches Dänisches Zeughausmuseum, Kopenhagen
- Armémuseum, Stockholm
- Australian Armour and Artillery Museum, Cairns[11]

## Daten
|                            | „Goliath E“ Elektro-Motor Sd.Kfz. 302 „Gerät 67“             | „Goliath V“ Verbrennungs-Motor                                               | „Goliath V“ Verbrennungs-Motor                                               |
| Sd.Kfz. 303a „Gerät 671“   | „Goliath E“ Elektro-Motor Sd.Kfz. 302 „Gerät 67“             | Sd.Kfz. 303b „Gerät 672“                                                     |                                                                              |
| Allgemein                  | Allgemein                                                    | Allgemein                                                                    | Allgemein                                                                    |
| -------------------------- | ------------------------------------------------------------ | ---------------------------------------------------------------------------- | ---------------------------------------------------------------------------- |
| Hersteller                 | Borgward                                                     | Borgward, Zündapp & Zachertz                                                 | Borgward, Zündapp & Zachertz                                                 |
| Herstellungszeitraum       | April 1942 bis Januar 1944                                   | April 1943 bis September 1944                                                | ab November 1944                                                             |
| produzierte Stückzahl      | 2650                                                         | 4604                                                                         | 325                                                                          |
| Stückpreis                 | ~3000 RM                                                     | ~1000 RM                                                                     | ~1000 RM                                                                     |
| Technische Daten           |                                                              |                                                                              |                                                                              |
| Gewicht                    | 370 kg                                                       | 365 kg                                                                       | 430 kg                                                                       |
| Sprengladung               | 60 kg                                                        | 75 kg                                                                        | 100 kg                                                                       |
| Länge / Breite / Höhe      | 1,50 m / 0,85 m / 0,56 m                                     | 1,62 m / 0,84 m / 0,60 m                                                     | 1,63 m / 0,91 m / 0,62 m                                                     |
| Antrieb                    | Zwei Elektromotoren mit je 2,5 kW (Bosch MM/RQL 2500/24 RL2) | 2-Zylinder-Zweitaktmotor; 703 cm³ / 4500/min, 9,2 kW (12,5 PS) (Zündapp SZ7) | 2-Zylinder-Zweitaktmotor; 703 cm³ / 4500/min, 9,2 kW (12,5 PS) (Zündapp SZ7) |
| Geschwindigkeit            | 10 km/h                                                      | 10 km/h                                                                      | 11,5 km/h                                                                    |
| Tankinhalt                 | entfällt                                                     | 6 l                                                                          | 6 l                                                                          |
| Fahrbereich                | 0,8–1,5 km                                                   | 6–12 km (6–8 km im Gelände)                                                  | 6–12 km (6–8 km im Gelände)                                                  |
| Bodenfreiheit              | 11,4 cm                                                      | 16 cm                                                                        | 16,8 cm                                                                      |
| Grabenüberschreitfähigkeit | 60 cm                                                        | 85 cm                                                                        | 100 cm                                                                       |
| Panzerung (Front)          | 5 mm Stahl                                                   | 10 mm Stahl                                                                  | 10 mm Stahl                                                                  |

## Sonstiges
Im Ersten Weltkrieg im November 1915 konzipierte die Kaiserliche Marine ein Sprengboot. Es war drahtgesteuert und wurde Fernlenkboot (kurz FL) genannt.
Gegen Ende des Zweiten Weltkriegs erwog die Luftwaffe, von einer bemannten Focke-Wulf Ta 154 aus eine unbemannte Ta 154 mit einer 2500 kg schweren Hohlladung an Bord mittels Drahtsteuerung in einen feindlichen Bomberpulk zu lenken. Erreichte sie eine geeignete Position, sollte der Draht gekappt und das Flugzeug per Funksignal gesprengt werden. Der Plan wurde nicht umgesetzt.

## Bilder

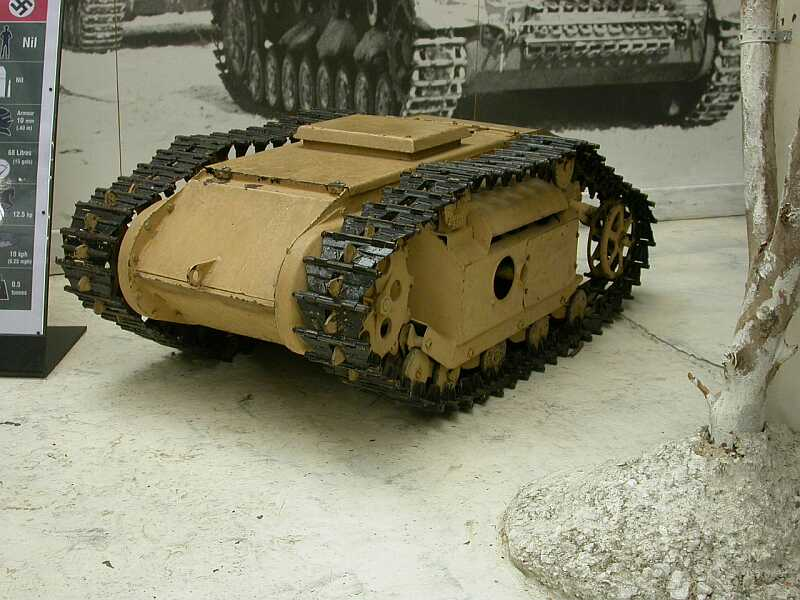
Sd.Kfz. 303 (Goliath) im Panzermuseum Bovington
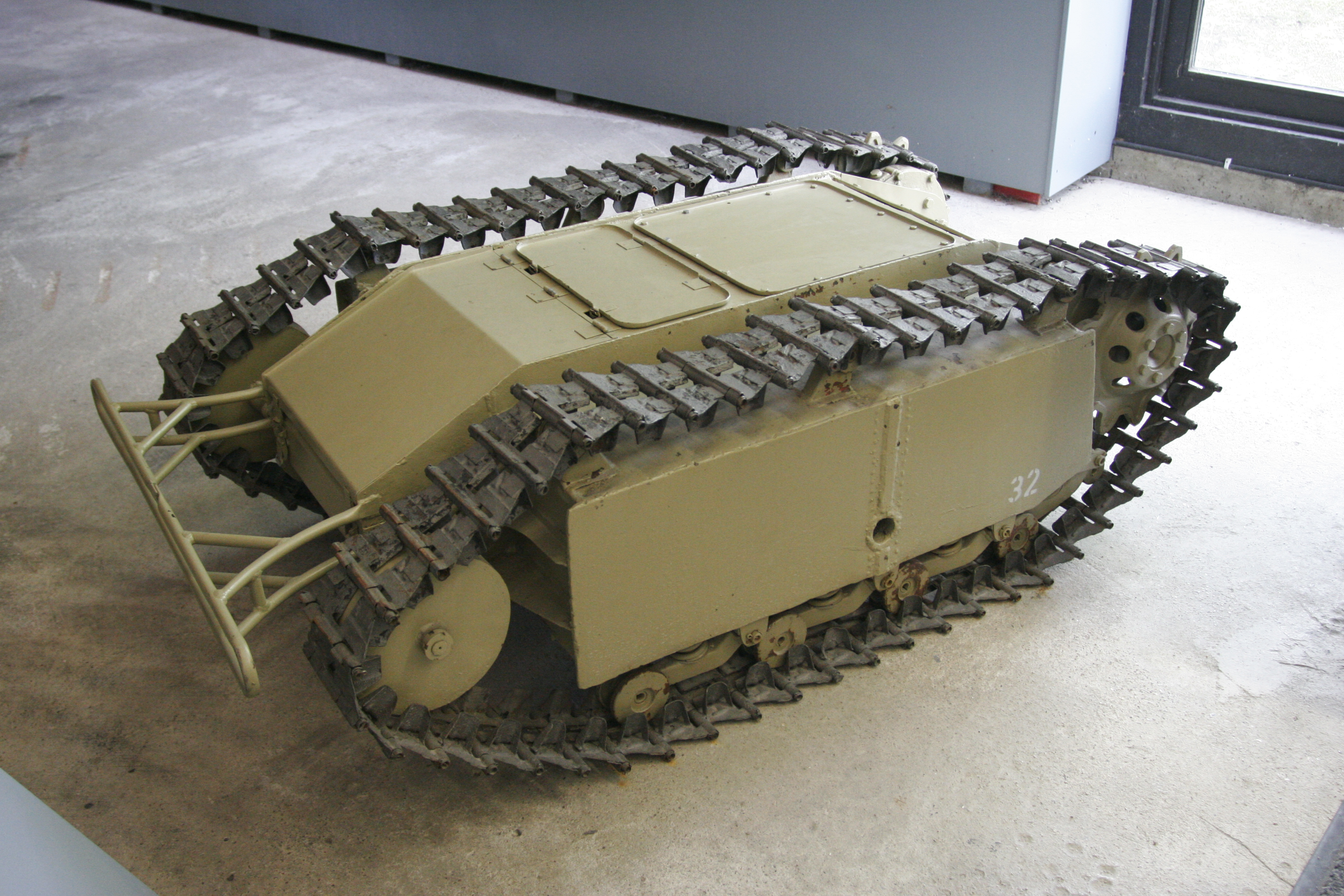
Sd.Kfz. 302 (elektr. Version) im Panzermuseum Munster
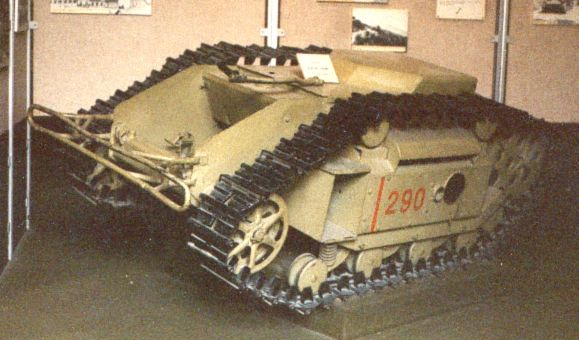
Goliath B-1-B
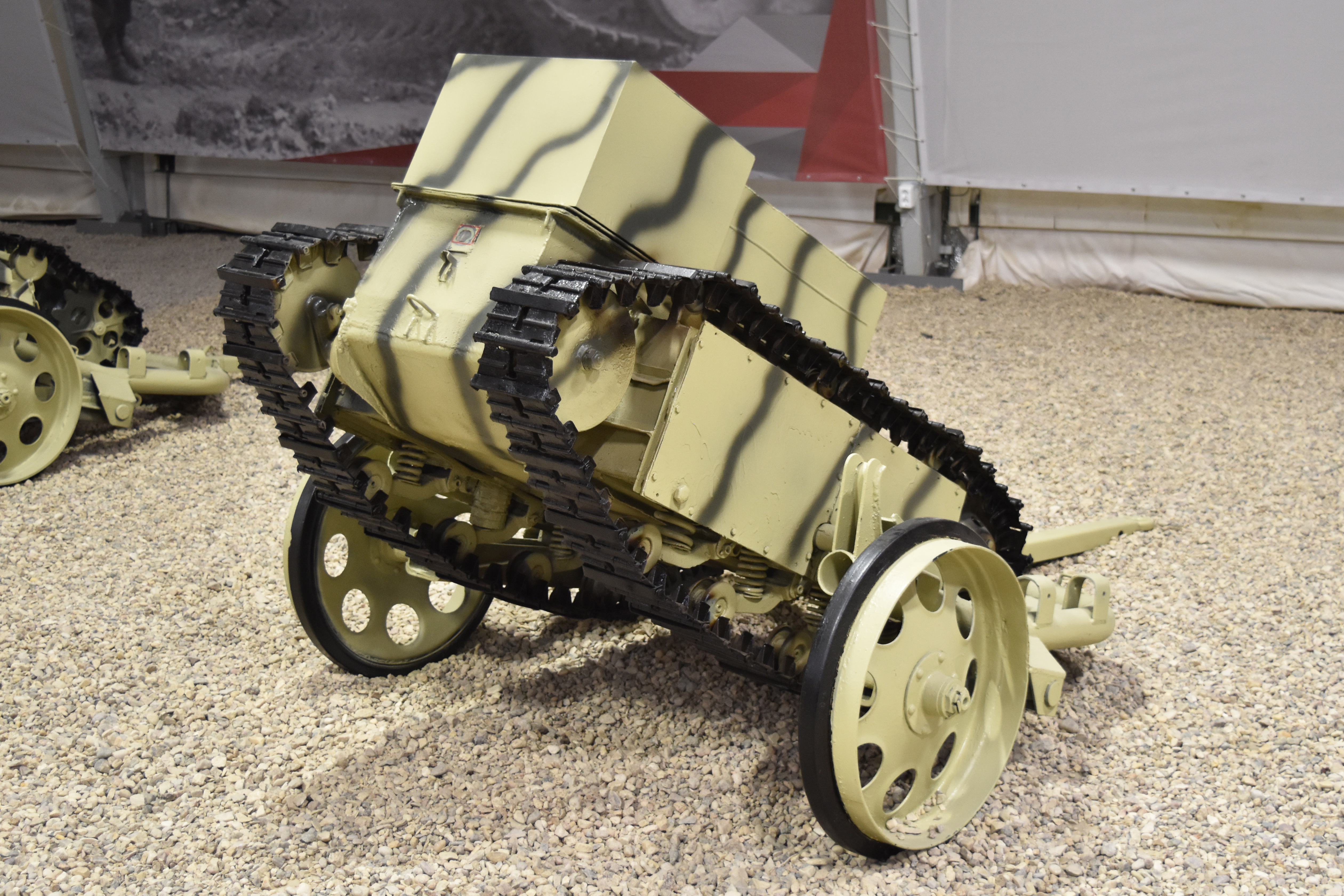
Auf Transportkarren im Museum Patriot Park
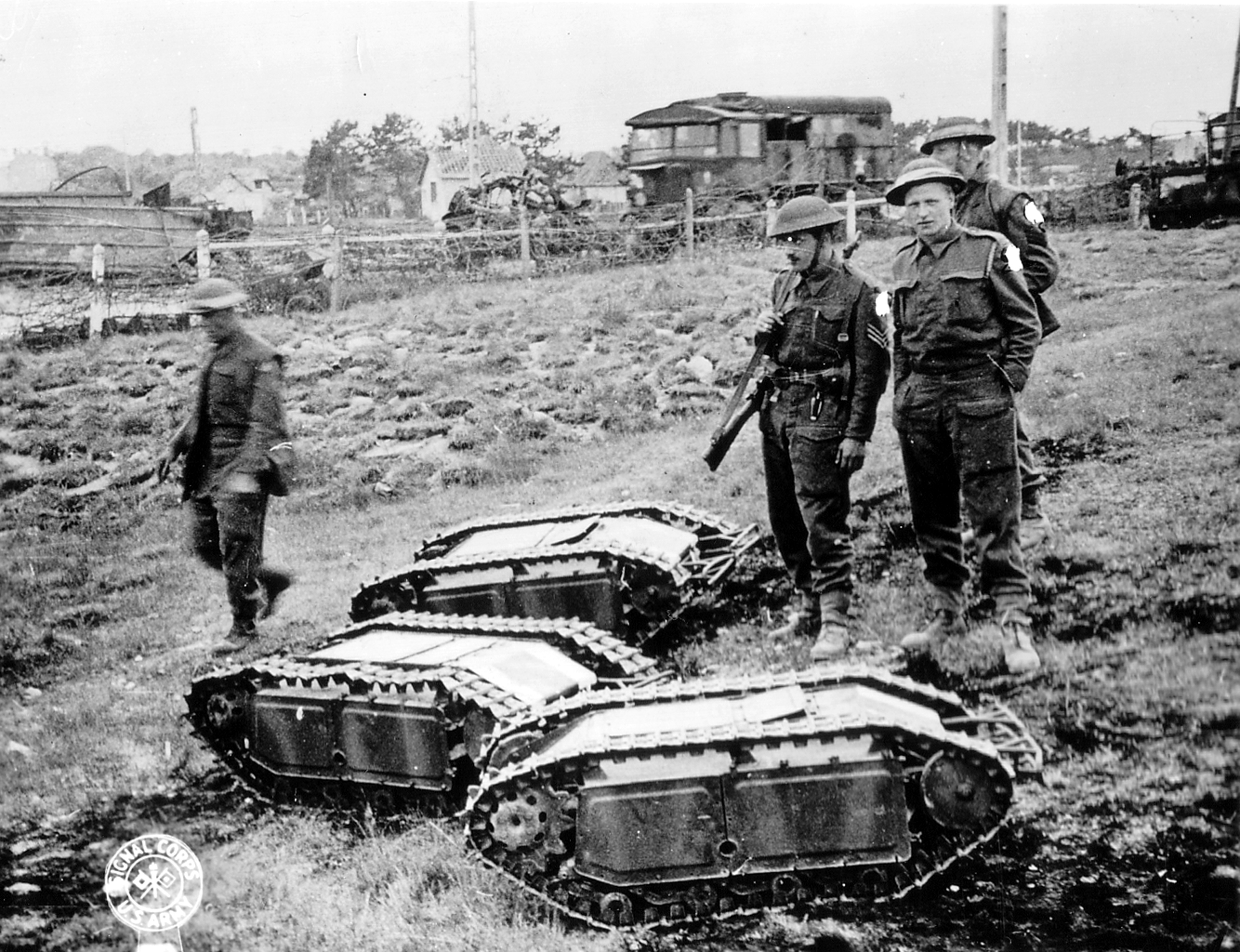
D-Day: Von britischen Truppen erbeutete Sd.Kfz. 302
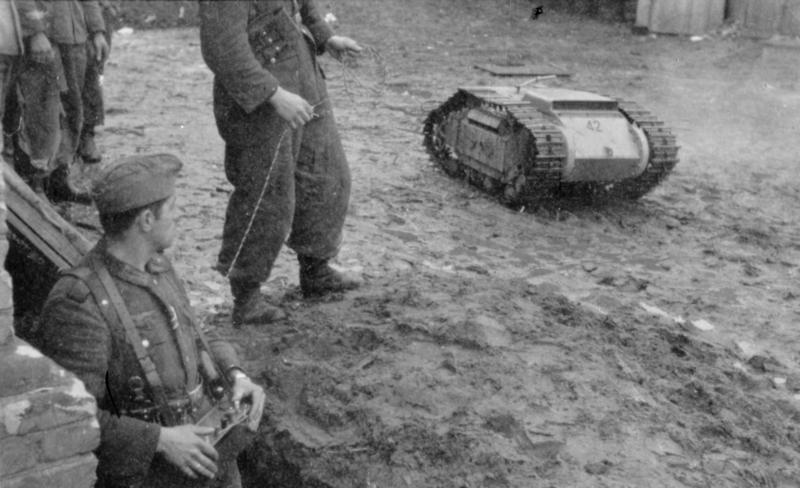
Fernbedienung, 1944
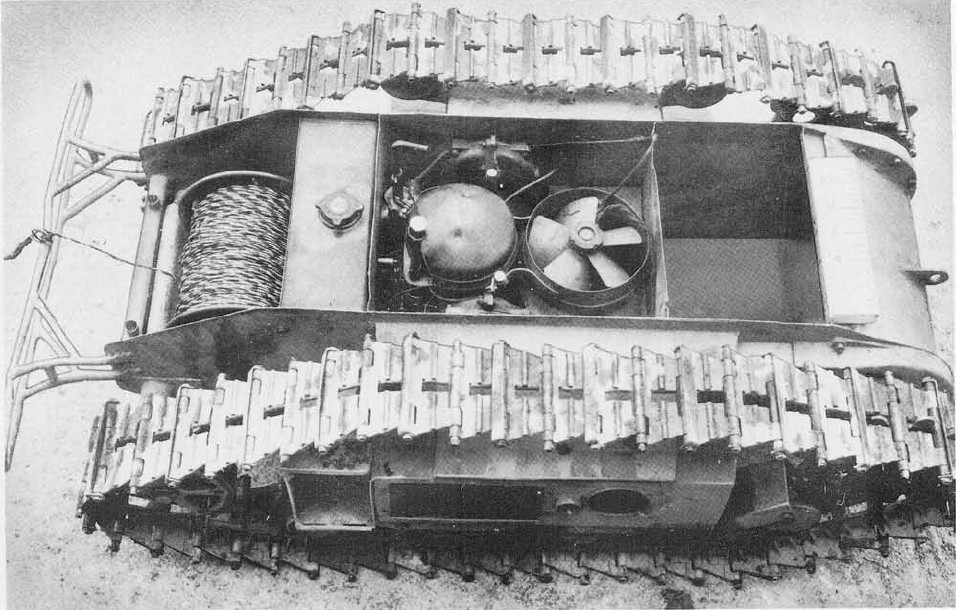
Benzinbetriebener Goliath, Innenansicht